# Peter Brook
Peter Stephen Paul Brook (Londen, 21 maart 1925 – Parijs, 2 juli 2022) was een Brits theaterproducent en regisseur.

## Biografie
Brooks studeerde aan de Westminster School, Gresham's School en Oxford. Hij maakte zijn regiedebuut in 1945 in het Birmingham Repertory Theatre nadat hij ontdekt was door Barry Jackson. Gedurende de jaren 50 werkte hij aan vele producties in Engeland, Europa en de Verenigde Staten. In 1962 keerde hij terug naar Stratford-upon-Avon, om zich aan te sluiten bij de vernieuwde Royal Shakespeare Company, waar hij gedurende de jaren 60 vele baanbrekende producties geregisseerd heeft. In 1970 richtte hij het Centre International de Recherche Théâtrale (CIRT), later het Théâtre des Bouffes du Nord, op in Parijs.
Brook was weduwnaar van Natasha Parry en overleed op 97-jarige leeftijd.

## Eerbewijzen
- 1965 Orde van het Britse Rijk
- 1998 Orde van de Eregezellen

## Beïnvloeding
Brooks werk werd beïnvloed en geïnspireerd door diverse experimentele theatermakers, zoals Jerzy Grotowski, Bertolt Brecht, Vsevolod Meyerhold, Antonin Artaud, George Gurdjieff en Stuart Davies.

## Grote producties voor The Royal Shakespeare Company
- 1962 – King Lear
- 1964 – Marat/Sade (Die Verfolgung und Ermordung Jean Paul Marats, dargestellt durch die Schauspielgruppe des Hospizes zu Charenton unter Anleitung des Herrn de Sade)[2]
- 1966 – US
- 1971 – A Midsummer Night's Dream

### Films
- 1953 – The Beggar's Opera
- 1960 – Moderato cantabile
- 1963 – Lord of the Flies
- 1967 – Valkyrie
- 1967 – Marat/Sade
- 1968 – Tell Me Lies
- 1971 – King Lear
- 1979 – Meetings with Remarkable Men
- 1979 – Mesure pour mesure
- 1982 – La Cerisaire
- 1983 – La Tragédie de Carmen
- 1989 – The Mahabharata
- 2002 – The Tragedy of Hamlet

- Bibsys: 90250374
- Biblioteca Nacional de Chile: 000040043
- Biblioteca Nacional de España: XX906042
- Bibliothèque nationale de France: cb118941494 (data)
- Catàleg d'autoritats de noms i títols de Catalunya: 981058511699906706
- CiNii: DA01142292
- Digitale Bibliotheek voor de Nederlandse Letteren: broo017
- Gemeinsame Normdatei: 118515713
- International Standard Name Identifier: 0000 0001 1930 4117
- Library of Congress Control Number: n2005072496
- Nationale Bibliotheek van Letland: 000034337
- MusicBrainz: 37bfda3f-dc71-4f6b-a177-fe85bd1e57ec
- Bibliotheek van het Japanse parlement: 00434472
- Nationale Bibliotheek van Tsjechië: jn19990001125
- Nationale bibliotheek van Australië: 35022419
- Nationale Bibliotheek van Israël: 987007295137305171
- Nationale Bibliotheek van Polen: a0000001185231
- Nationale en Universitaire bibliotheek Zagreb: 000021703
- Nederlandse Thesaurus van Auteursnamen: 070351686
- Réseau des bibliothèques de Suisse occidentale: 02-A023139064
- Istituto Centrale per il Catalogo Unico: RAVV050600
- LIBRIS: 255302
- SNAC: w6ww811r
- Système universitaire de documentation: 026754541
- Union List of Artist Names: 500253682
- Virtual International Authority File: 54145090
- WorldCat: E39PBJmxWbKRbPxBwfrpBJ3qQq